# Westmalle
Westmalle (Вестмалле) — торговельна марка бельгійського траппістського пива, що виробляється на території абатства Вестмалле в однойменному муніципалітеті бельгійської провінції Антверпен. Наразі є одним з найпопулярніших зразків траппістського пива — з 4,6 мільйонів декалітрів траппістського пива, що виготовляється щорічно сімома діючими траппістськими броварнями, близько чверті (1,2 млн дал.) припадає на продукцію Westmalle. 

## Історія
Монастир Ордену цистерціанців суворого дотримання у Вестмалле (повна назва — нід. Abdij Onze-Lieve-Vrouw van het Heilig Hart van Jezus) був заснований 1794 року, статус траппістського абатства отримав у 1836. Перший абат Вестмалле Мартінус Дом вирішив заснувати на території абатства броварню, яка б виробляла пиво для потреб монахів, а також на продаж, для отримання коштів для благодійних потреб. Вже наприкінці 1836 року було зварено першу партію пива абатства Вестмалле, яке являло собою напій з порівняно невеликим вмістом алкоголю та солодкуватим смаком.
1856 року броварня почала випуск нового сорту продукції, міцного пива, яке отримало назву подвійне (нід. Dubbel) та вважається першим зразком Dubbel, одного з класичних різновидів траппістського пива. Значно пізніше, у 1934 році абатство у Вестмалле стало першим виробником й іншого класичного різновиду траппістського пива — Tripel, тобто потрійного, яке мало ще більший вміст алкоголю (на рівні 9,5%). На той час виробництво пива в абатстві відбувалося вже на нових виробничих потужностях, зведених у 1933.
Чергові розширення та модернізація виробництва були проведені 1991 року і наразі броварня Westmalle здатна випускати 45 тисяч пляшок пива щогодини (після введення нової лінії розливу у 2000), її річні обсяги виробництва становлять 1,2 млн декалітрів цього напою.
Доходи від продажів пива цієї торговельної марки традиційно спрямовуються на забезпечення фінансових потреб абатства та благодійництво. Значну частку персоналу броварні продовжують складати монахи, хоча більшість робітників (40 з 62) — все ж таки наймані працівники з мирян.

## Асортимент пива

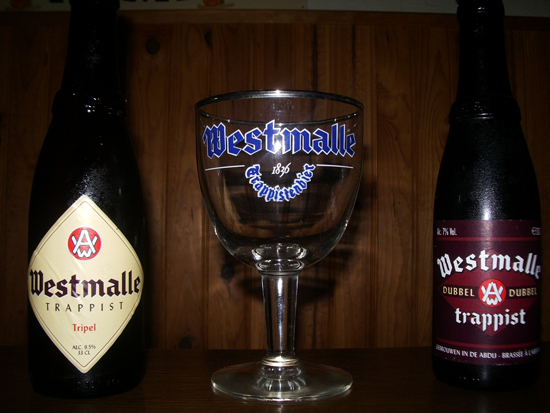
Пиво Westmalle та фірмовий келих.

Асортимент пива Westmalle включає два класичні сорти, які розливаються у скляні пляшки вмістом 0,33 л: 
- Westmalle Dubbel — темне міцне пиво з вмістом алкоголю 7,0 %. Вважається першим зразком траппістського Dubbel, уперше пиво з такою назвою з'явилося у 1856. Сучасна рецептура напою використовується з 1926.
- Westmalle Tripel — світле міцне пиво з вмістом алкоголю 9,5 %. Вважається першим зразком траппістського Tripel, уперше пиво з такою назвою з'явилося у 1934. Сучасна рецептура напою використовується з 1956. Високий вміст алкоголю досягається додатковим спиртовим бродінням пива, до якого додано цукор та дріжджі, після розливу у пляшки.

Крім цього броварня виробляє сорт Westmalle Extra — світле пиво з вмістом алкоголю 4,5 %. Як і більшість сортів траппістського пива з помірним вмістом алкоголю являє собою так зване Patersbier, тобто пиво, зварене насамперед для власних потреб монахів. Також доступне для продажу на території абатства.